# Ручной труд
Ручной труд ― понятие, означающее производство путём применения мускульной силы человека или домашних животных.
Ручной труд (следует отметить, что такое название условно, так как могут использоваться и ноги) преобладал до начала индустриальной революции, когда широко стало распространяться машинное производство. Между тем, справедливости ради, стоит сказать, что ручной труд не исчез на данный момент, но с тех пор его стали применять ещё реже.

## История

### Древнее общество

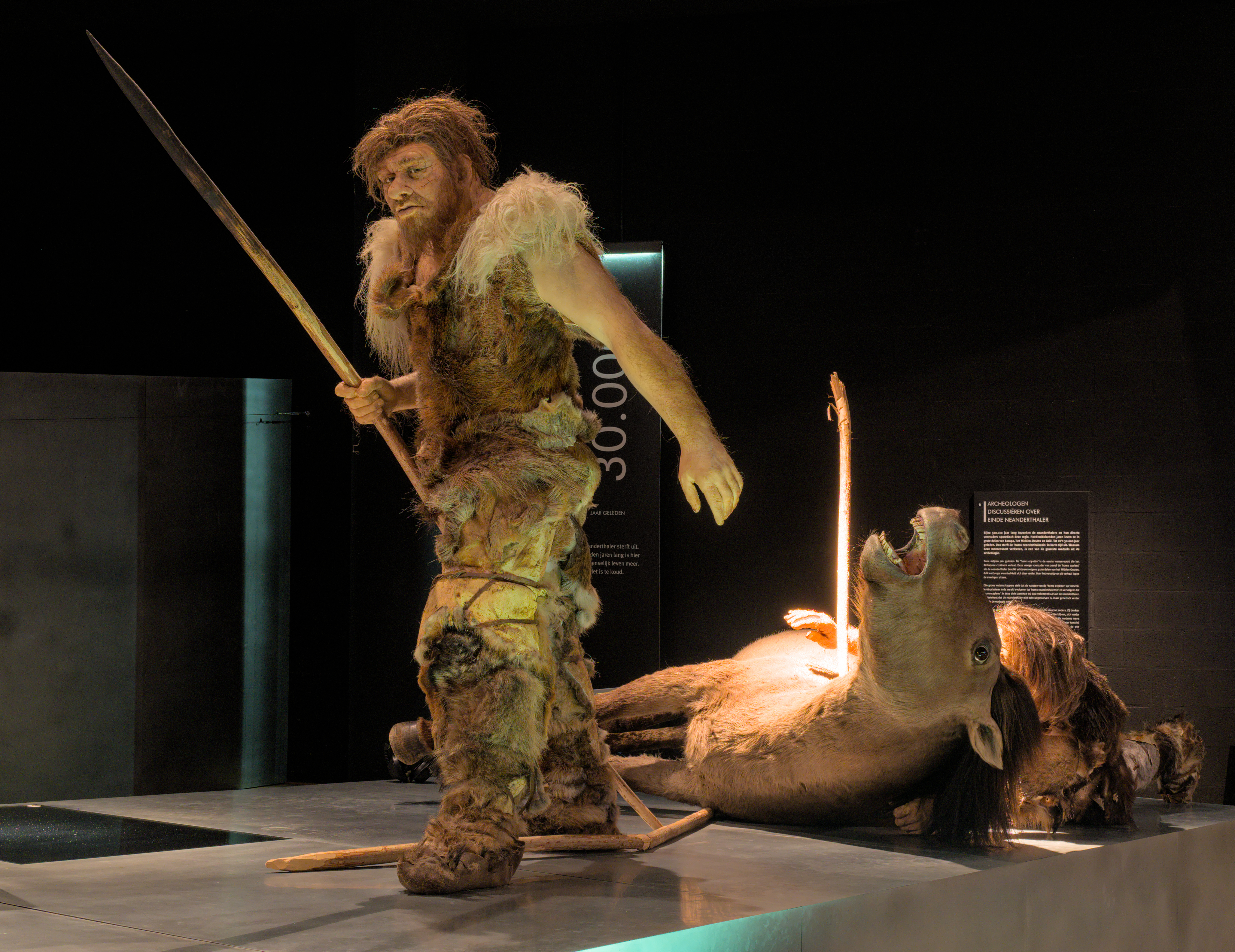
Тысячелетиями человек добывал пищу охотой и собирательством.

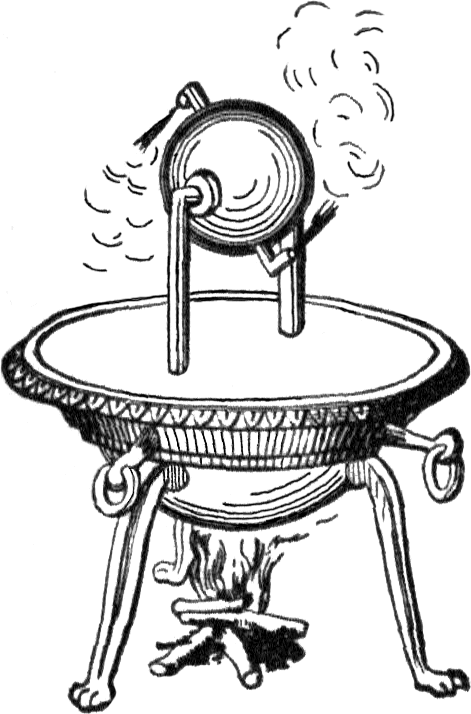
Паровая турбина Герона

В первобытном обществе о машинном производстве не могло быть и речи. так как люди не умели выплавлять металлы и не знали о существовании электричества. В Древнем мире ручной труд тоже был основным, но некоторые идеи о машинном производстве существовали, например устройство, приводимое в движение паром, было описано Героном Александрийским в первом столетии. Пар, выходящий по касательной из дюз, закреплённых на шаре, заставлял последний вращаться. Важно то, что древние греки знали простейшие машины: рычаг, ворот, клин, винт и блок, без которых никакой механизм более сложного порядка невозможен.

### Средние века
В Средневековье большая часть населения была в аграрном обществе и ручной труд преобладал. В отличие от Древнего мира, все крестьяне были свободными и платили феодалам налоги, а рабов не было.
Согласно В. И. Уколовой, «Долгое время в нашей науке господствовало убеждение, что средневековье началось с того, что повергло в прах древнюю культуру. При этом как-то совершенно упускалось из виду, что прах этот не был развеян по ветру, а превратился в почвенный слой, питавший новую цивилизацию».

### Промышленная революция и закат ручного труда

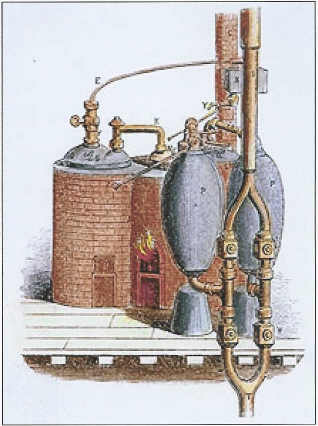
Первая паровая машина Томаса Севери

Переход от Средних веков к индустриальной эпохе был плавным. Начало промышленной революции связывают с изобретением эффективного парового двигателя в Великобритании во второй половине XVII века. Хотя само по себе подобное изобретение вряд ли бы что-то дало (необходимые технические решения были известны и раньше), но в тот период английское общество было подготовлено к использованию новшеств в широких масштабах. Это было связано с тем, что Англия к тому времени перешла от статичного традиционного общества к обществу с развитыми рыночными отношениями и активным предпринимательским классом. Кроме того, Англия располагала достаточными финансовыми ресурсами (так как была мировым торговым лидером и владела колониями), воспитанным в традициях протестантской трудовой этики населением и либеральной политической системой, в которой государство не подавляло экономическую активность.
В 1810 году в Англии насчитывалось уже 5 тыс. паровых машин, а в следующие 15 лет число их утроилось.

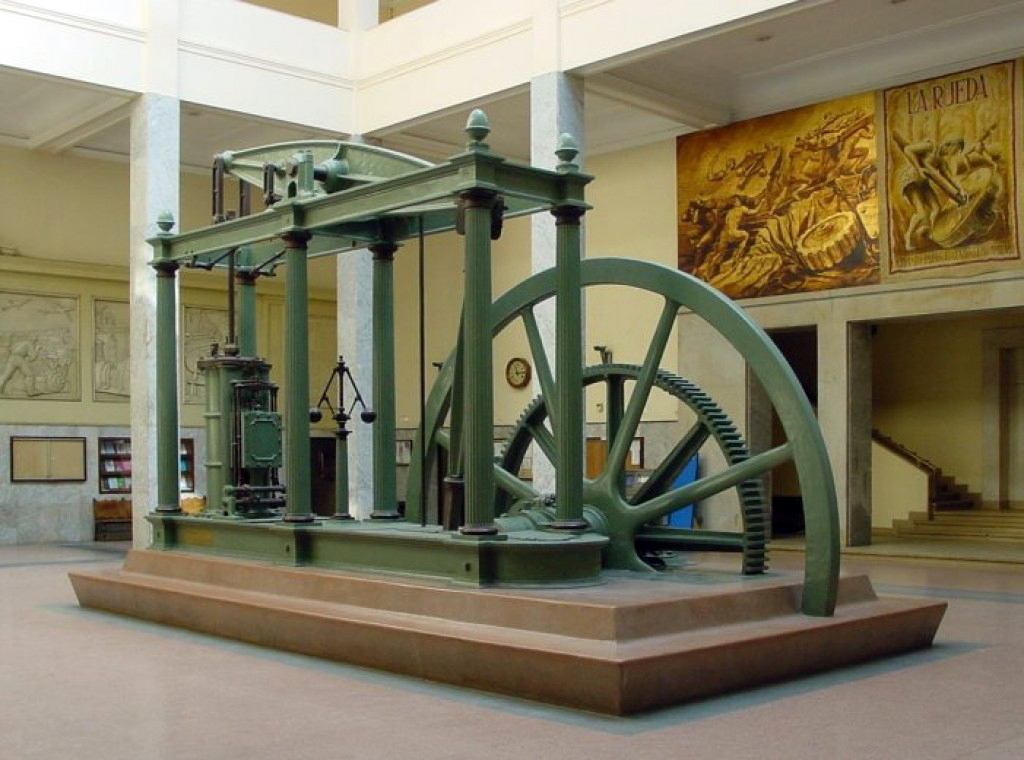
Паровая машина Уатта

Появление металлорежущих станков, таких как токарный, позволили упростить процесс изготовления металлических частей паровых машин и в дальнейшем создавать всё более совершенные и для разнообразных целей. К началу XIX в. английский инженер Ричард Тревитик и американец Оливер Эванс совместили бойлер и двигатель в одном устройстве, что позволило далее использовать его для движения паровозов и пароходов.
В то же время механизмы, использующие водную и ветряную энергию, ещё долго конкурировали с паровыми двигателями. В частности, до 1870 года в Соединённых Штатах большинство фабрик использовали энергию водяных турбин, а не паровых машин.

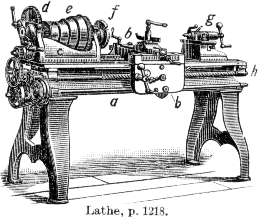
Токарный станок 1811 года

В средневековой Европе изготовлением механизмов занимались мастера часовых дел и изготовители навигационных и научных инструментов. Детали часовых механизмов даже использовали при изготовлении первых прядильных станков. Многие детали изготавливали из дерева плотники, поскольку металл был дорог и труден в обработке.
С появлением всё возрастающего спроса на металлические детали прядильных станков, паровых машин, а также сеялок и других механизмов, введённых в употребление в британском сельском хозяйстве с начала XVIII в., были изобретены токарные станки, а в первой половине XIX в. фрезерный и другие станки для металлообработки.
Среди других ремёсел, требовавших высокоточной обработки металла, было изготовление замков. Одним из самых известных механиков, прославившихся в изготовлении замков, был Джозеф Брама. Его ученик Генри Модсли впоследствии работал для королевского флота и сооружал машины для производства шкивов и блоков. Это был один из первых примеров поточного производства со стандартизацией деталей.
Изобретённый Гутенбергом новый способ печатания книг не мог долго содержаться в тайне. Уже в 1460 г. Ментелин имел типографию в Страсбурге, Пфистер — в 1461 г. в Бамберге.
Машины потихоньку входят в нашу повседневную жизнь. Начинается Новейшее время...
Вторая промышленная революция периодизируется со второй половины XIX века по начало XX века, характеризуется массовым освоением поточного производства, широким применением электричества и химикатов; понятие о второй промышленной революции введено в широкое употребление Дэвидом Лэндисом.
Третьей промышленной революцией обычно обозначают так называемую «цифровую революцию» — повсеместный переход в производстве к применению информационно-коммуникационных технологий, способствовавший формированию постиндустриального общества; массовые публикации о третьей революции появились в начале XXI века.

## Ремёсла
Домашние ремёсла широко распространены на протяжении всей истории докапиталистических обществ. Сельское население производило большую часть потребляемых им ремесленных изделий. Постепенно ведущую роль стало играть ремесло на заказ и рынок. В древней Греции, древнем Риме, в странах древнего Востока имелось значительное количество ремесленников, ведущих самостоятельное хозяйство и изготовлявших изделия на заказ или рынок.
Издавна человечество знало такие ремёсла, как:
- кузнечное дело
- гончарное производство
- плотницкое дело
- столярное ремесло
- портняжное дело
- ткацкое
- прядильное
- скорняжное
- шорное[7]
- пекарное
- сапожное
- печное
- кожевенное
- ювелирное

и многие другие.
Уже в древнем мире встречаются зачатки ремесленной деятельности, проявляющейся в обработке известных предметов, большей частью на дому собственника материала и руками рабов. О таком характере ремесленного труда в Греции мы имеем свидетельство Гомера.
Некоторые ремёсла и в Греции, однако, поднялись на высокую степень, несмотря на применение самых простых орудий и инструментов. С течением времени получили распространение ремёсла не только по предметам роскоши, но и по удовлетворению обыденных потребностей низших классов населения.
Уже в Греции ремесленники испытывали иногда конкуренцию со стороны сравнительно крупных производств, возникающих с середины V-го столетия до н. э. Одинаковый, в общем, характер носит ремесленное производство и в Риме. При существовании обособленных, замкнутых хозяйств, удовлетворявших свои потребности с помощью специализации рабского труда, в Риме не было почвы для развития ремёсел, как свободной профессиональной деятельности; за отсутствием контингента лиц, который бы постоянно нуждался в продуктах чужого труда и имел бы возможность их оплачивать, римские ремесленники, будлер и т. д. и (artifices) должны были пополнять ряды пролетариев. Только при наличии известного имущества, служившего источником доходов (обыкновенно — небольшой земельный участок), ремесленник мог безбедно существовать и в исполнении случайных заказов иметь подсобный заработок. С образованием крупных поместий, поглотивших значительную часть мелких земельных участков, ремесленники, ряды которых главным образом пополнялись вольноотпущенными, должны были искать работу на стороне и исполнять её на дому у заказчика.

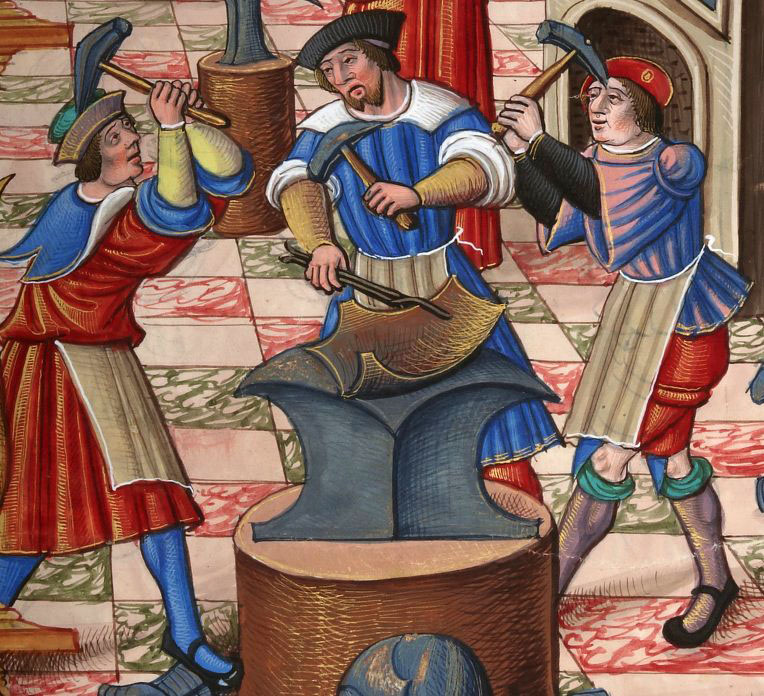
Кузнецы-оружейники. Миниатюра эпохи Позднего Средневековья.

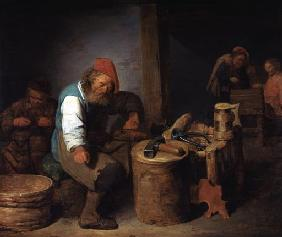
Сапожник с подмастерьями, картина Давида Рейкарта, 1655 год

Становление профессионального ремесла, особенно в городах, привело к возникновению новой сферы производства и нового социального слоя — городских ремесленников. Возникновение развитых форм их организации (цехи), защищавших интересы данного слоя, создало особо благоприятные условия для развития городского ремесла в Средние века. Ведущими отраслями городского ремесла были: сукноделие, производство металлических изделий, изделий из стекла и др. С XII века ремесленники начали приобретать в городах Европы значение самостоятельного промышленного класса. Общее улучшение производственных процессов и технических приемов увеличивало благосостояние этого класса. Личное участие в работах перестало быть непременной обязанностью мастеров; они больше интересовались общественными делами, ограничиваясь надзором за выполнением работ подмастерьями.
В процессе промышленного переворота (середина XVIII в. — первая половина XIX в.) фабрично-заводская промышленность, основанная на применении машин, вытеснила ремесло. Ремесло (на заказ и на рынок) сохранялось в отраслях, связанных с обслуживанием индивидуальных нужд потребителя или с производством дорогих художественных изделий — гончарное дело, ткачество, художественная резьба и т. д.